# Batalla de Camprodon
La batalla de Camprodon va tenir lloc el 4 de maig de 1658 en el context de la Guerra dels Segadors, quan els exèrcits hispànics van prendre Camprodon del control francès. Aquest fet comportà la reacció dels francesos els quals, sota el comandament de Saint-Aunais, posaren setge a la vila el 29 de juliol. A mitjans d'agost la guarnició de Camprodon havia esgotat la pólvora i amb la trinxera oberta la seva caiguda en dos o tres dies era més que previsible.
El 15 d'agost de 1658 va tenir lloc la batalla de Camprodon entre els exèrcits de la Monarquia hispànica i el francès. L'exèrcit francès que assetjava Camprodon va ser derrotat pels socors del Marquès Olías y de Mortara. Els francesos hi deixaren l'artilleria, el bagatge i uns 1.400 presoners. L'exèrcit hispànic tingué uns 100 morts.
A finals d'agost, el duc de Mercoeur arribà com a responsable de l'exèrcit recollint les restes de les tropes. Aquesta batalla fou la darrera d'importància de la Guerra dels Segadors.

## Composició de l'exèrcit hispànic
L'exèrcit hispànic es componia de:
- Guarnició de Camprodon, sota el comandament del Sargent Major Josep Tàpia.
- L'exèrcit de socors, encapçalat pel governador de Vic amb el Terç de la Diputació de Francisco Ludice, el Terç de Barcelona de Francesc Granollachs i de Millàs, i el terç de Sebastian Duran,[1] contant 2.000 cavallers, 400 desmuntats de cavalleria,
- 600 miquelets i sometents de les Vegueries de Girona i Vic i uns 1.000? (la lectura és poc clara) infants
- Companyia d'arcabussers de la Guàrdia del Virrei (Capità Alonso Vique? (per Vic en català?))
- Companyia de cavalls del Baró de Santa Cristina
- Regiment de la Guàrdia (Format en aquest Regiment estava el Mestre de Camp del Terç de València Nicolàs Ferrer - mort en la batalla)
- Terç del Mestre de Camp Juan de Salamanques

## Composició de l'exèrcit francès
Aquest sota el comandament de Saint-Aunais tenia uns 4.000 infants i 2.300 cavallers, formats en 11 esquadrons d'infanteria i unes 40 companyies de cavalleria.

## El combat
En un primer moment, la infanteria hispànica va combatre amb la francesa i fou derrotada per aquesta. Malgrat tot les tropes franceses desordenades van ser carregades per la cavalleria hispànica i al seu cap la companyia del Baró de Santa Cristina. Amb les seves formacions trencades l'exèrcit francès es retiraria derrotat.